# Nella Linhas Aéreas
Nella Linhas Aéreas is een Braziliaanse regionale luchtvaartmaatschappij gevestigd in Brasilia. De planning is om de eerste vluchten te laten plaats vinden in 2022. De oorspronkelijke planning was om in het tweede kwartaal van 2021 van start te gaan maar dit is wegens omstandigheden uitgesteld tot 2022. Het bedrijf biedt wel vluchten aan via de in 2021 overgenomen luchtvaartmaatschappijen Albatros Airlines en Amaszonas.

## Geschiedenis
Nella Linhas Aéreas is opgericht door investeringsfondsen en valt onder het Amerikaanse moederbedrijf NELLA Airlines. Aanvankelijk zou er worden gevlogen met de types ATR 42-300 en ATR 72-600, maar het bedrijf richtte zich uiteindelijk op de aanschaf van de Airbus A320-200. Voor 2022 staat uitbreiding met vliegtuigen van ATR in de planning. In 2021 bevond Nella Linhas Aéreas zich nog in de certificeringsfase.
Op 19 juli 2021 maakte Nella Linhas Aéreas bekend dat het Albatros Airlines heeft overgenomen. De aankoopprijs werd niet bekendgemaakt. Albatros Airlines zal vliegen onder een nieuwe naam: Albatros Airlines by Nella.
Op 10 augustus 2021 kondigde Nella de aankoop aan van Amaszonas, met een aankoopwaarde van US$ 50 miljoen.

## Codes
- IATA Code: -
- ICAO Code: NEL
- Callsign Code: NELLA

## Vloot
De volgende vliegtuigen zijn besteld voor de vloot:
- 5 Airbus A320-200
- 1 Boeing 737-400F
- 5 ATR 72
- 2 Boeing 777-300
- 4 ATR 42-300
- 1 Boeing 737-500